# Halina Szymańska (agentka)

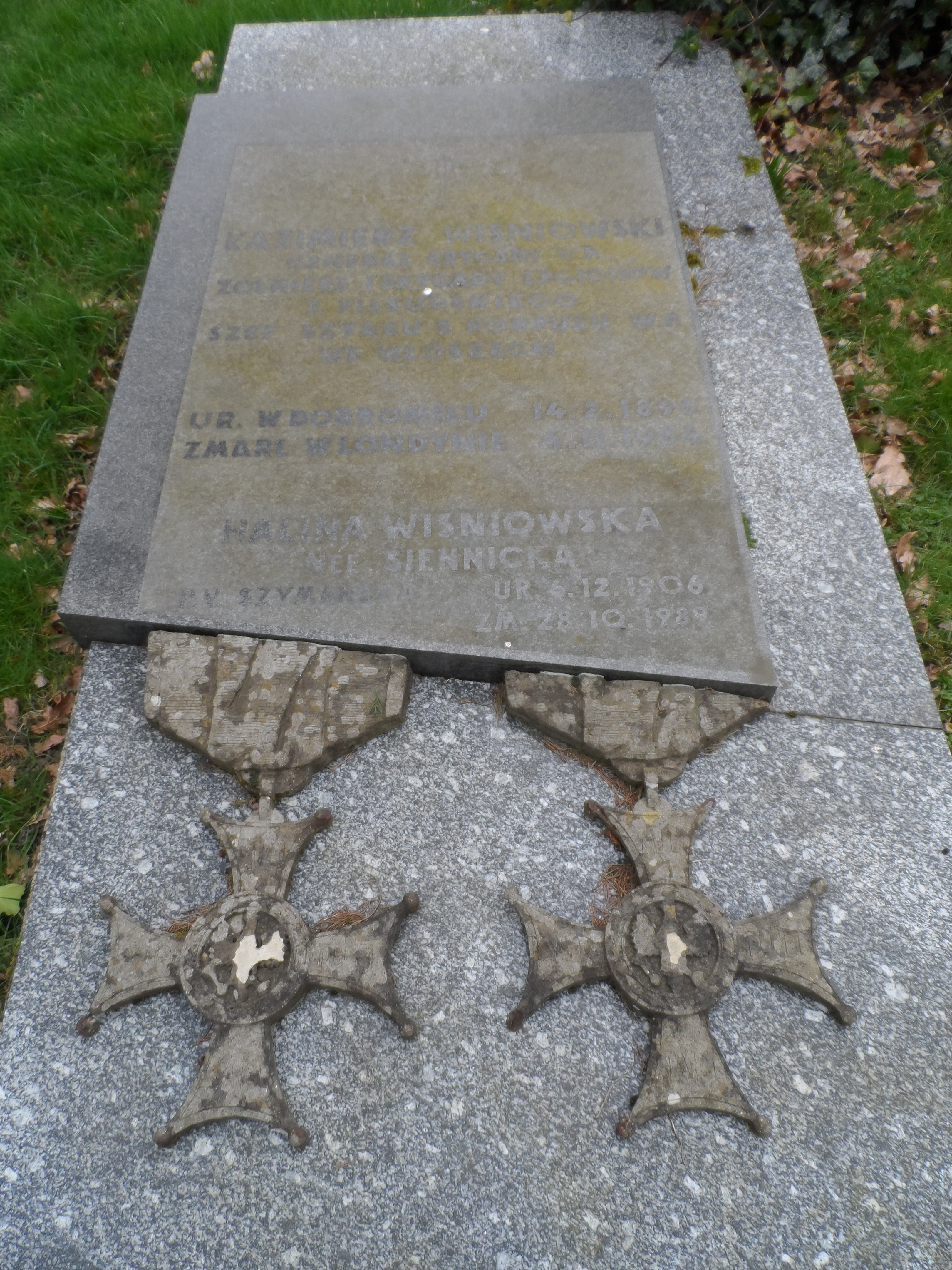
Grób Szymańskiej i jej męża

Halina Maria Szymańska z d. Sienicka, ps. Halina Czarnowska (ur. 6 grudnia 1906 w Ostrowi Mazowieckiej, zm. 28 października 1989 w Anglii) – polska agentka wywiadu brytyjskiego, znana ze swoich kontaktów z niemieckim admirałem Wilhelmem Canarisem. Żona generała Antoniego Szymańskiego, a po II wojnie światowej generała Kazimierza Wiśniowskiego.

## Życiorys
Urodziła się w 1906 roku jako jedyna córka Juliana Siennickiego, notariusza i wiceministra sprawiedliwości II RP i Haliny Kleyny. Wyszła za mąż za gen. Antoniego Szymańskiego, pełniącego od 1932 r. funkcję attaché wojskowego w Berlinie. W chwili wybuchu II wojny światowej znajdowała się w Polsce. Po zajęciu Polski przez Niemców nawiązała kontakt z admirałem Canarisem, z którego pomocą przedostała się do Szwajcarii i osiadła w Bernie. Tam, prawdopodobnie już w grudniu 1939 r., uzyskała kontakt z rezydentami polskiego wywiadu wojskowego, kpt. Szczęsnym Chojnackim lub płk. Tadeuszem Wasilewskim, i otrzymała nową tożsamość na nazwisko Halina Czarnowska. Współpracowała z szefem amerykańskiego wywiadu (OSS) w Europie, Allenem Dullesem, i pośredniczyła w kontaktach z Canarisem, który był jednym z przywódców opozycji antyhitlerowskiej, do momentu jego aresztowania w 1944 po nieudanym zamachu na Hitlera. Canaris wielokrotnie podróżował do Szwajcarii i Włoch, gdzie odbywał osobiste spotkania z Szymańską, przekazując jej konkretne informacje dotyczące struktury funkcjonowania nazistowskiego państwa. Z Szymańską od strony niemieckiej współpracował też oddelegowany przez Canarisa do Szwajcarii Hans Bernd Gisevius, prawa ręka szefa Abwehry.
W czasie wojny została zatrudniona na etacie w polskim poselstwie w Bernie, co legalizowało jej działalność. Przekazywała aliantom informacje pochodzące ze sztabu generalnego Wehrmachtu. Istnieją przypuszczenia, że Brytyjczycy nadali jej kryptonim „Knopf”, określając jako niezwykle cennego agenta o szczególnym znaczeniu. Uzyskała brytyjskie obywatelstwo dla siebie i trzech córek oraz gwarancję wojskowej emerytury. Na podstawie akt „Knopfa” można wnioskować, że były wśród nich plany ewentualnego zamachu na Hitlera, opisy sytuacji na froncie afrykańskim i radzieckim, a także perspektywy operacji niemieckiej armii.
Po wojnie znalazła się w Wielkiej Brytanii, gdzie za zasługi wojenne otrzymywała wojskowe uposażenie. W czasie pokoju udzieliła tylko jednego wywiadu telewizji BBC, nie spisała swoich wspomnień, ani nie upubliczniła żadnych sensacyjnych historii, mimo że dokumenty brytyjskich archiwów i relacje świadków dostarczają dowodów na to, że brała udział w operacjach wywiadu o najwyższym znaczeniu.